# NEW ERA (Dragon Ashの曲)
「NEW ERA」（ニュー・イーラ）は、Dragon Ash29枚目のシングル。2021年6月30日よりMOB SQUADから発売。

## 概要
CDでのシングルは「Beside You」より実に4年3ヶ月ぶり。CD単体リリースはなく、Blu-rayもしくはDVD付2枚組。Dragon Ashオリジナル・バンダナマスクをセットにしたBlu-rayもしくはDVD付でのパッケージが存在。本楽曲は全部で4形態でのリリースとなる。
Blu-rayもしくはDVDには、メンバー・インタビューに、2019年〜2020年に開催されたライヴ・フェス映像を10曲収録した、1時間20分越えの長尺作品となっている。
C/W「ダイアログ」は2019年秋開催のツアー「THE FIVES」「THE SEVENS」から演奏されていた未発表新曲で、本作で初音源化。

## 収録曲
CD
作詞：Kj / 作曲・編曲：Dragon Ash
1. NEW ERA [4:00]
2. エンデヴァー [4:01]
  - フジテレビ系アニメ「セスタス -The Roman Fighter-」オープニング・テーマ
3. ダイアログ [4:08]

Blu-ray/DVD「Beginning of New Era」
1. メンバー・インタビュー：有泉智子（MUSICA編集長）
2. 「Mix it Up」 2019.7.28 OGA NAMAHAGE ROCK FESTIVAL vol.X
3. 「運命共同体」 2019.9.17 TOUR 2019 "THE FIVES" at Shibuya CLUB QUATTRO
4. 「Bring it」 2019.9.17 TOUR 2019 "THE FIVES" at Shibuya CLUB QUATTRO
5. 「百合の咲く場所で」 2020.8.2 ビバラ!オンライン2020
6. 「Viva la revolution」 2020.8.30 RUSH BALL 2020
7. 「Fly Over feat. T$UYO$HI」 2020.9.4 "DEPARTURE" at TACHIKAWA STAGE GARDEN
8. 「A Hundred Emotions」 2020.9.26 氣志團万博2020
9. 「Walk with Dreams」 2020.12.18 UNITED FRONT 2020 at SENDAI GIGS
10. 「The Show Must Go On」 2020.12.29 UNITED FRONT 2020 at ZEPP HANEDA
11. 「Jump」 2020.12.29 UNITED FRONT 2020 at ZEPP HANEDA